# Епископ хвостански Алексеј
Алексеј (световно Миломир Богићевић; Пиштане, код Пећи, 8. март 1955) је викарни епископ хвостански, викар Патријарха српског.

## Биографија
Рођен je од родитеља Љубомира и Гроздане Богићевић. На крштењу је добио име Миломир. Основну школу је завршио у селу Бабићу, а један разред осмогодишње школе у Гораждевцу (пети), а затим као искушеник Манастира Високи Дечани завршио је и преостала три разреда.
У својој дванаестој години на Видовдан 1967. године  примљен је за манастирског ђака, а затим и за искушеника код оца Макарија Поповића, игумана Манастира Високи Дечани.
Као искушеник одслужио је војни рок у трајању од 15 месеци у Илирској Бистрици у Словенији; истовремено полажући испите у Призренској богословији. Након завршетка војног рока 1975. године, уочи Св. Краља Стефана Дечанског (ктиторске славе) замонашен је у расофорство десницом блаженопочившег епископа рашко-призренског Павла Стојчевића, потоњег Патријарха српског, тада је добио монашко име Константин. Следеће 1976. године, на други дан Пасхе рукоположен је руком истог архијереја у чин јерођакона. Исте године је уписао Богословски факултет у Београду, и завршио га 1981. године.
По благослову надлежног епископа одлази у Манастир Хиландар на дуже време, а затим и у Свету земљу, у Витлејем, где је боравио четири и по године у манастиру Рождества Христова. Године 1985, игуман манастира Свете Тројице (Мамвријски дуб) у Хеброну, игуман Игњатије Ракша, замонашио га је у Горњенском манастиру у малу схиму под монашким именом Алексеј, у част новомученика царевића Алексеја Романова.
Године 1986. 14. јуна,  рукоположен је у чин јеромонаха. У матични Манастир Високи Дечани враћа се 1989. године, а 1990. године, по благослову одлази на постдипломске студије у Солуну. Године 1992. у Арнеји, произведен је у чин архимандрита од стране блаженопочившег митрополита арнејског Никодима.
Успешно окончао постдипломске студије одбранивши рад на тему „Хиландарски монаси у управи Српске цркве у периоду од 1200. до 1346. годинеˮ. Звање магистра теолошких наука је добио на Солунском Аристотеловом Универзитету 2000. године. У току постдипломских студија био је игуман Манастира Прохора Пчињскога, у периоду од 1994. до 1996. године, као и игуман Манастира Суково код Пирота од 1996. до 1997. године.
Године 2002. је именован за игумана Манастира Бошњане. У периоду од двадесет година игумановања у овој светој обитељи изграђена су четири храма и монашки конак са трпезаријом, започети радови на новом звонику, али пре свега успостављен је молитвени и богослужбени живот манастира који сабира велики број духовне деце под сводове Светолуковске обитељи.
Оснивањем епархије крушевачке 2011. године, а благословом Преосвећеног Епископа крушевачког Господина Давида Перовића, архимандрит Алексеј учествује активно у уређењу и формирању епархијских тела, а самим тим и изграђивању Епархије крушевачке.
На редовном мајском заседању Светог архијерејског сабора Српске православне цркве, одржаном од 15 до 20. маја 2022. године благости Господње, изабран је за викара Његове Светости АЕМ и Патријарха српског Порфирија са титулом викарни епископ хвостански. Хиротонија у чин епископа била је 13. новембра 2022. у храму Светог Саве у Београду.